# Listrocerum
Listrocerum is een kevergeslacht uit de familie van de boktorren (Cerambycidae). De wetenschappelijke naam van het geslacht werd voor het eerst geldig gepubliceerd in 1855 door Chevrolat.

## Soorten
Listrocerum omvat de volgende soorten:
- Listrocerum aeolis (Thomson, 1857)
- Listrocerum apiceniger (Breuning, 1961)
- Listrocerum aspericorne Chevrolat, 1855
- Listrocerum asperipenne (Breuning, 1957)
- Listrocerum bicolor (Lepesme, 1950)
- Listrocerum fuscoapicalis (Breuning, 1961)
- Listrocerum joveri (Quentin, 1951)
- Listrocerum maynei (Lepesme & Breuning, 1956)
- Listrocerum murphyi Adlbauer, 2004
- Listrocerum olseni (Lepesme & Breuning, 1956)
- Listrocerum psathyroides (Lepesme, 1950)
- Listrocerum quentini (Lepesme & Breuning, 1956)